# 川金丝猴
川金丝猴，又名仰鼻猴、金丝猴、金线猴、金丝狨、丝狨、狨子、金锦狨、倒鼻猴、狮子鼻、长尾子等，一般使用金丝猴一詞往往都指川金丝猴，因为它们有一身金色的皮毛。

## 分布
川金丝猴是中国的特有种，分布在湖北、四川、陕西、甘肃相交界的森林之中，分布区域在岷山、邛崃山、大雪山、小凉山、秦岭、神农架、摩天岭北坡。

## 特征
川金丝猴体型中等，成年雄性体长平均为68厘米，尾长约与身体等长或更长。它的鼻孔向上翘，颜面部为蓝色，吻部肥大，没有颊囊，嘴角处有瘤状的突起，并且随着年龄的增长而变大和变硬。颊部及颈侧棕红，肩背具长毛，毛色金黄。

## 习性
川金丝猴是典型的森林树栖动物，常年栖息于海拔1500-3300m的森林中。由于植被的垂直分布，随着季节的变化，它们在栖息的生境中作垂直移动。川金丝猴按家族性的小集群为活动单位，在组成大的集群。每个小家族集群由一只成年雄体为首领和3-5只雌猴及3岁以下的幼猴所组成。
川金丝猴的食性以植物性食物为主，植物的芽孢、花、果实、树皮、种子等都是它们的食物，偶尔也捕食鸟、小型昆虫等。
雌性川金丝猴约4-5岁性成熟，雄性则迟到7岁左右。全年均有交配，以8-10月最盛。孕期6个月左右，多于3-4月产仔。

## 保护
目前，川金丝猴的保护级别是
- CITES濒危等级： 附录I 生效年代：1997年
- IUCN濒危等级： 易危 生效年代：1996年
- 国家重点保护等级： 一级 生效年代：1989年
- 中国濒危动物红皮书等级： 濒危  生效年代：1996年

### 濒危因素
- 过度利用：川金丝猴的金色毛皮十分美丽，早在古代就是珍品，对其捕猎主要是为了获取皮毛，据说川金丝猴的的皮毛保暖极佳，还有除湿的疗效，并被少数民族认为是避邪的物品。另一方面是猴骨猴肉及脏器的药用，这都使川金丝猴成为人们捕猎获取的对象，破坏最严重的1963年至1974年期间，仅四川境内的不完全统计就有300只被猎杀。
- 栖息地破坏： 森林砍伐、农牧业生产，人类的毁林开荒和林中放牧，造成其分布区缩小、分割，干扰了川金丝猴的正常生活，因此在一些地方逐渐被消灭。

### 保护措施
由于川金丝猴的栖息地与大熊猫重叠，为保护大熊猫建立的保护区开展保护工作较早，对群众的宣传教育也开展的较早，所以随着保护区的建立，许多地方的川金丝猴种群得到了恢复，相比与其他两种仰鼻属的猴子，川金丝猴的数量最多。随着全面禁止砍伐天然林，川金丝猴的栖息地得到了保护。由于宣传和法规上的压力，现在偷猎活动基本消失。

## 分类和命名
由于川金丝猴的美丽，动物学家Milne-Edwards用了苏莱曼大帝的翘鼻金发的夫人洛克安娜（Roxellana，即许蕾姆苏丹）的名字来为它命名。
川金丝猴的模式标本出自四川宝兴，现收藏于巴黎自然历史博物馆。

### 亚种
- Rhinopithecus roxellana roxellana
- Rhinopithecus roxellana qinlingensis (秦嶺亞種)
- Rhinopithecus roxellana hubeiensis (湖北亞種)

### 同物异名
- Semnopithecus roxellana
- Rhinopithecus roxellanae,Milne-Edwards,1897